# Blondie
I Blondie sono un gruppo new wave statunitense fondato da Debbie Harry e Chris Stein.
Attivo dal 1975 al 1983 e nuovamente dal 1998, il complesso è fondamentale nella scena punk e new wave della metà degli anni settanta. Il primo album, l'eponimo Blondie, contiene importanti elementi del genere. Nonostante il fortissimo successo nel Regno Unito e in Australia, il gruppo fu considerato negli Stati Uniti come underground fino al 1978, anno di pubblicazione del disco Parallel Lines.
Nei tre anni successivi, i Blondie portarono al successo molti singoli e divennero importanti per l'eclettico insieme di elementi dance pop e reggae. Il gruppo si sciolse nel 1983 dopo la pubblicazione dell'album The Hunter e Debbie Harry continuò, con fortuna alterna, la carriera da solista negli anni seguenti. Nel 1998 il gruppo si riformò e produsse alcuni singoli di successo e altri 5 album di studio.

## Storia

### Origini (1975-1978)
All'inizio degli anni settanta Chris Stein si trasferì da Manhattan a Brooklyn. Qui, ispirato dalla nuova musica dei New York Dolls, nutriva il desiderio di formare un gruppo di questo stampo. Suonò dal 1973 con gli Stilettos e instaurò una relazione con la cantante Debbie Harry, ex Coniglietta di Playboy, che era stata in precedenza la cantante del gruppo folk The Wind In The Willows alla fine degli anni sessanta. Stein e Harry formarono un nuovo gruppo nel 1974, chiamando il batterista Billy O'Connor e il bassista Fred Smith. Dopo una serie di sostituzioni la formazione si assestò con l'arrivo di Clem Burke alla batteria, Gary Valentine al basso e Jimmy Destri alle tastiere.
Inizialmente presero il nome di Angel and The Snake, poi Blondie and the Banzai Babies e infine nel 1975 si rinominarono Blondie per l'aspetto fisico, la capigliatura bionda e il carattere irriverente della cantante. I Blondie cominciarono a suonare regolarmente sia al Max's Kansas City che al CBGB, celebri locali di New York e, dopo aver inciso un demo con cinque brani, nel 1976 registrarono il loro primo disco, omonimo, prodotto da Richard Gottehrer e promosso dal singolo X-Offender. Il disco fu distribuito dalla Private Stock Records che fu successivamente acquisita dalla Chrysalis Records che ripubblicò l'album nel 1977. La critica giudicò questo esordio molto eclettico, trovandovi ampie e variegate influenze se paragonato alla musica del periodo. La forza del gruppo stava anche nella dinamica e sensuale immagine di Debbie Harry.
I primi successi commerciali arrivarono nel 1977 in Australia con il brano da top ten In the Flesh. L'album entrò nei primi posti della classifica e a questo successo seguì un tour in dicembre, sostanzialmente fallimentare perché venne sospeso a causa di una malattia che colpì Debbie Harry. Sempre nel '77 i Blondie vennero ingaggiati da Iggy Pop e David Bowie per il loro Idiot Tour ed ebbero la possibilità di girare gli States e il Canada, facendosi conoscere anche fuori dalla loro New York. Nel febbraio del 1978 uscì il loro secondo disco Plastic Letters, registrato senza Gary Valentine che lasciò il gruppo in quell'anno. Il primo singolo estratto dall'album fu Denis, cover di una canzone del 1963. Con questo disco i Blondie furono uno dei primi gruppi della new wave americana a raggiungere il successo nel Regno Unito. Il disco venne definito dalla critica inferiore al precedente, costruito per accontentare i fan, ma di fatto fu grazie ai due singoli estratti da questo lavoro, Denis e (I'm Always Touched by Your) Presence, Dear che i Blondie si fecero conoscere in Europa e in Gran Bretagna in particolare, dove il loro tour del 1978 scatenò l'entusiasmo dei fan e si iniziò a definire la Harry la Marilyn Monroe del rock. In effetti, come hanno più volte affermato sia Stein sia la Harry, il concetto che stava dietro il progetto Blondie era quello di portare l'attitudine delle famose star di Hollywood in un contesto musicale appartenente alla contro-cultura dell'epoca, il punk rock. Uno dei primi demo incisi dal gruppo è la ormai nota Platinum Blonde scritta da Debbie Harry, in cui nel testo si afferma: voglio essere una bionda platinata proprio come Marilyn (Monroe) e Jean (Harlow), Mae (West) e Marlene (Dietrich), loro sì che si sono divertite... L'aspetto della Harry non è mai stato dissimile da quello delle famose dive di Hollywood e in merito alla questione bellezza lei ha sempre affermato che il suo successo dipende per un 50% dall'aspetto e per l'altro 50% dalla musica, sebbene alcuni lavori dei Blondie si reggano solo sul talento e sull'originalità del gruppo a prescindere dall'aspetto della cantante, spesso identificata col "personaggio" Blondie, tanto da dover far stampare all'epoca una T-shirt in cui una scritta avvertiva I Blondie sono una band e non la sola Deborah Harry.

### Successo mondiale (1978-1981)

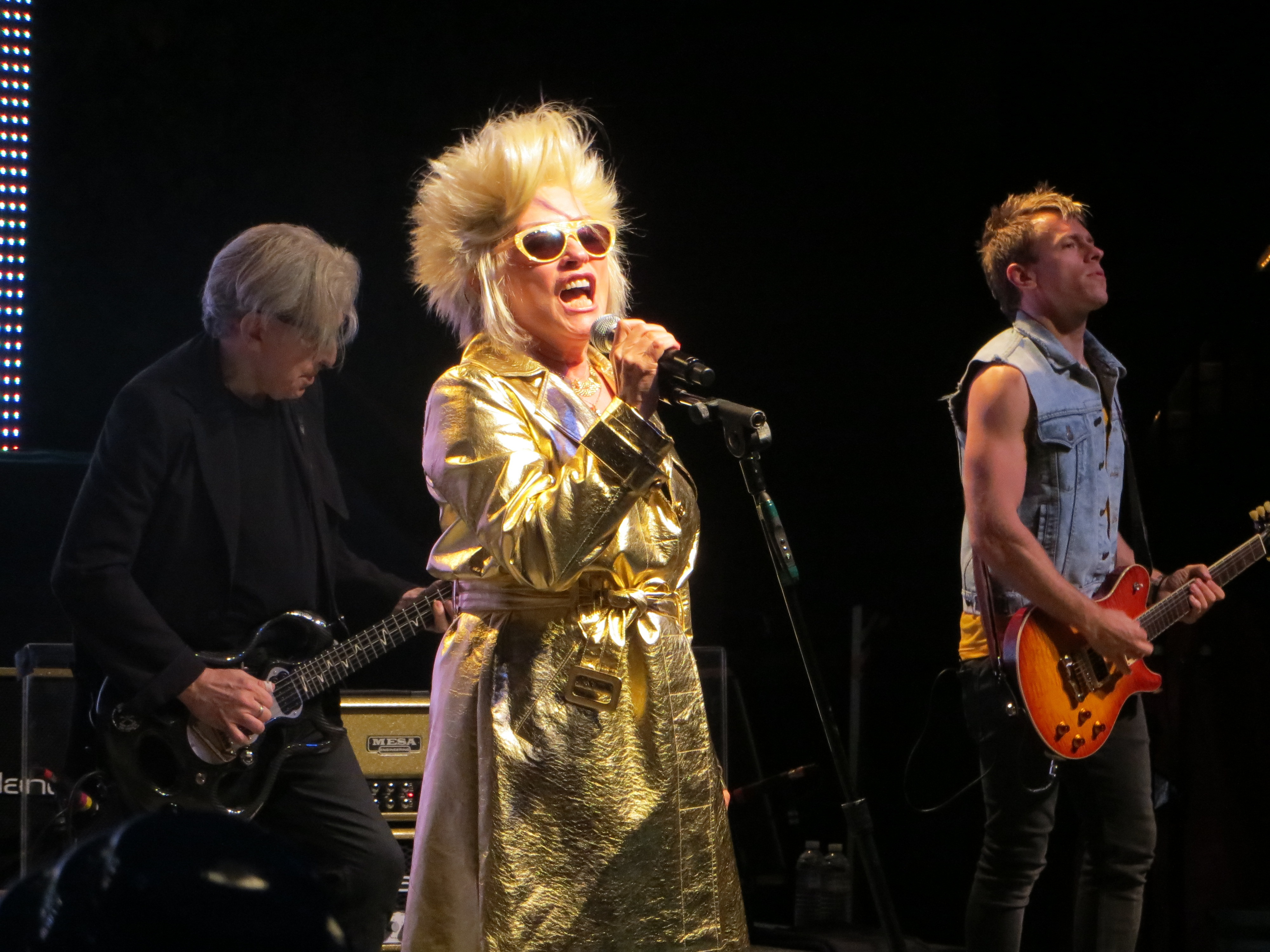
I Blondie in concerto nel 2012

Parallel Lines è il terzo album, il più popolare e il più venduto del gruppo, pubblicato nel settembre del 1978. Da questo album e fino al 1982 suonano con i Blondie il chitarrista Frank Infante e il bassista Nigel Harrison. L'album è al numero 140 della classifica dei "500 grandi album di sempre" di Rolling Stone. Venne prodotto da Mike Chapman, produttore di talento e di successo all'epoca. I primi due singoli estratti dal disco, Hanging On The Telephone e Picture This, raggiunsero i vertici della classifica inglese, mentre Heart of Glass arrivò al numero uno sia nel Regno Unito sia negli USA. Questo brano, rielaborazione di un pezzo rock/reggae che il gruppo suonava da molti anni, venne reso attuale dall'apporto di influenze disco-music. Clem Burke qualche tempo dopo affermò che, per la composizione del pezzo, si ispirarono ai Kraftwerk e ai Bee Gees. Un altro singolo di successo fu One Way or Another che insieme a Sunday Girl raggiunse i vertici delle classifiche sia americane che inglesi. La critica più "purista" sostenne che i Blondie con questo disco imboccarono una strada commerciale, l'eclettismo e la voglia di sperimentare non erano apprezzati nell'ambiente "underground" e questa è stata la band che in termini di vendite ha superato tutte le altre provenienti dal circuito punk newyorkese.
Eat to the Beat, il quarto album del gruppo, pubblicato nel 1979, prosegue sulla stessa linea musicale del precedente aggiungendo anche elementi sonori come il reggae e un rock più marcato, ma la mancanza di un hit globale come Heart of Glass si fece sentire. Sebbene l'album abbia raggiunto il numero uno in Inghilterra e il numero 17 negli USA ci fu una flessione di vendite, anche se alcuni singoli come Dreaming e Atomic ottennero posti più che dignitosi nelle classifiche. Fu certificato disco di platino in USA dopo la sua permanenza di oltre un anno nelle chart americane, mentre Billboard lo incluse nella top 10 degli album del 1980. Questo fu uno dei primi album ad uscire anche in versione video, infatti tutte le canzoni di Eat to the Beat vennero pubblicate su VHS e il video fu messo in vendita sul mercato contemporaneamente all'LP in vinile. Nel febbraio 1980 viene pubblicato il singolo Call Me, tema principale del film American Gigolò, prodotto da Giorgio Moroder, scritto a quattro mani da Moroder e Debbie Harry. Il pezzo raggiunse la vetta sia della classifica dei singoli statunitense sia di quella inglese, diventando il più grande successo del gruppo, ed è anche il singolo più venduto del 1980 in USA secondo Billboard.
Nel dicembre del 1980 esce Autoamerican, il quinto album. Contenente brani molto eterogenei come il reggae e qualche accenno di rap, venne considerato come una scelta artistica di distacco dai temi dei lavori precedenti, infatti scompaiono quasi del tutto gli elementi punk e new wave che li avevano resi celebri. Trova spazio molta sperimentazione, infatti il disco inizia con un pezzo solo strumentale orchestrato da Chris Stein e contiene canzoni appartenenti ai generi più disparati: dal calypso alla dance, dal jazz al musical, dal pop alla new wawe. Critica e pubblico vennero spiazzati da questo lavoro. I due singoli The Tide Is High e Rapture furono entrambi numeri uno sia negli USA che nel Regno Unito e trainarono nel corso del 1981 l'album di nuovo ai vertici delle classifiche. Rapture è stato il primo pezzo rap di un gruppo non afro-americano a raggiungere il numero uno in classifica, utilizzando tra l'altro musica originale e non dei sample, come si usava all'inizio dell'era hip-hop.

### The Hunter, divisioni e rottura (1981-1988)
Dopo i successi degli anni d'oro (1978-1981), i Blondie si fermarono nel 1981. In quell'anno Debbie Harry e Jimmy Destri pubblicarono degli album da solisti. Mentre a nome del gruppo uscì la loro prima compilation di successi The Best of Blondie. Anche per questo disco fu girato un video-album che uscì nello stesso periodo del LP. L'importanza dell'immagine e dei video era stata compresa perfettamente dalla coppia Harry-Stein, ma si trovarono in anticipo sui tempi perché le varie MTV o l'italiana Videomusic si fecero strada nel 1982-83 circa, contemporaneamente allo scioglimento del gruppo. La band dopo l'anno sabbatico ricominciò l'attività nel 1982 e pubblicò il disco The Hunter. Contrariamente alle recensioni esaltanti dei primi anni, il disco fu giudicato tiepidamente, non registrò alcun singolo di grande successo ed entrò solo brevemente in classifica. Questo insuccesso acuì le tensioni e i contrasti all'interno del gruppo.
Inoltre l'eccessiva attenzione mediatica sulla figura di Debbie Harry mise in secondo piano gli altri componenti del gruppo che cominciarono a nutrire forti dissapori. Nell'autunno del 1982 i Blondie bloccarono il loro tour prima del previsto, anche a causa della malattia di Chris Stein che contrasse il pemphigus vulgaris e venne ricoverato a fine anno e per molti mesi successivi, e annunciarono lo scioglimento. Dopo qualche anno di lontananza dalla vita pubblica, appena Chris si riprese a sufficienza, Debbie riprese la sua carriera da solista, sempre affiancata dall'attiva collaborazione di Stein, e pubblicò nel 1986 l'album Rockbird, contenente l'hit single French Kissing in the USA. Burke divenne un batterista importante nell'ambiente (suonò anche negli Eurythmics) e pure Destri continuò una prolifica carriera musicale. Nel 1988 uscì un album intitolato One More into the Bleach che conteneva classici dei Blondie e di Debbie come solista.

### Reunion (1990-2004)

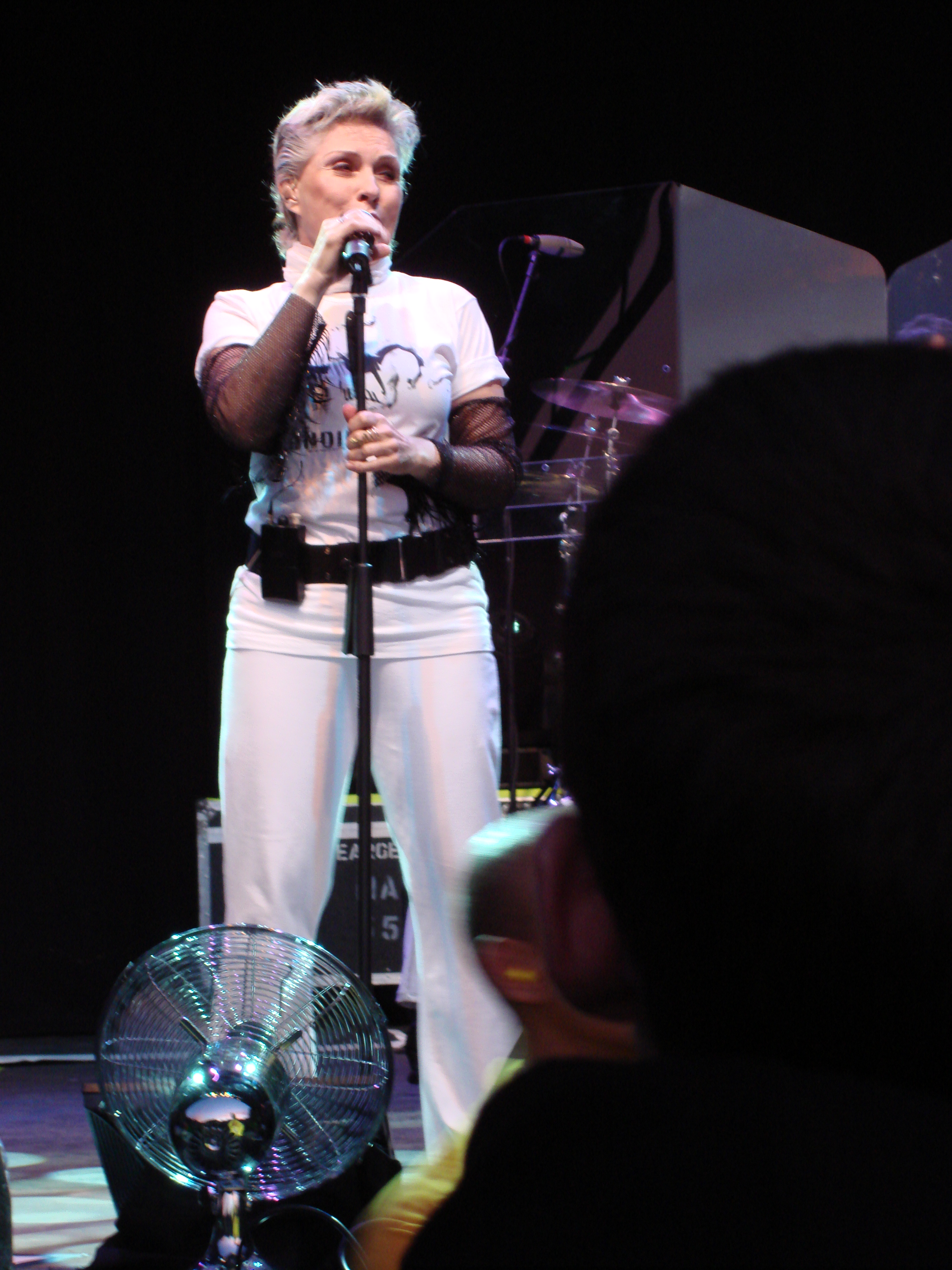
Debbie Harry nel 2007

Nel 1990 si riunirono in forma non ufficiale per un tour con i Tom Tom Club e i Ramones. Del 1991 è la compilation The Complete Picture - The Very Best of Deborah Harry and Blondie che li fa tornare in cima alle classifiche. Anche nel 1993 uscì una compilation con inediti Blonde and Beyond, compilation che diede il via alla riscoperta del gruppo a un livello tale che nel 1994 una versione remix di Atomic tornò in classifica nel Regno Unito Nel 1995 uscirono due album di remix del gruppo Beatiful, the Remix Album e Remixed, Remade, Demodelled, the Remix Project. Nel 1998 i cinque membri originali che diedero vita al gruppo si riunirono: Chris Stein, Debbie Harry, Clem Burke e Jimmy Destri incluso Valentine era stato il primo a lasciare. L'occasione fu l'album tributo ad Iggy Pop, in cui sotto il nome Adolph's dog i Blondie interpretarono il pezzo Ordinary Bummer. Tra il 1998 e il 1999 il gruppo così composto si esibì in vari tour. Sempre quell'anno la Coca Cola scelse Atomic come sigla per lo spot in occasione dei mondiali di calcio. Poi Valentine lasciò di nuovo il gruppo e subentrarono il bassista Leigh Foxx e il chitarrista Paul Carbonara. Nel 1999 pubblicarono l'album No Exit contenente il singolo di successo Maria. In Gran Bretagna l'album raggiunse la terza posizione in classifica e il singolo il numero uno dando alla band il primato di aver avuto singoli in vetta alla top ten negli anni '70, '80 e '90. Debbie Harry entrò nel Guinness dei primati come cantante di età più adulta ad essere al numero uno in classifica. Nel 2003 pubblicano The Curse of Blondie anticipato dal singolo Good Boys scritto anche questo con Giorgio Moroder, il video venne diretto dal regista Jonas Åkerlund e si piazzò al numero 12 nel Regno Unito.

### Storia recente (2011-presente)
Nel 2006 la band entra nella Rock and Roll Hall of Fame. Nel 2011 pubblicano Panic of Girls. Il video Mother viene trasmesso molte volte anche dall'emittente MTV Italia. Nei mesi di giugno e luglio 2013 la band intraprende il Blast Off Tour in Europa, e un tour negli USA Il 24 giugno 2013 viene lanciato il singolo A Rose by Any Name, cantato in duetto con Beth Ditto, frontwoman del gruppo punk-soul dei Gossip, e in dicembre Sugar on the Side. I due brani anticipano la pubblicazione di Ghosts of Download, il nuovo album in studio, uscito nel marzo 2014. Questo album è contenuto nella confezione doppia Blondie 4(0) ever che contiene una compilation dei successi del gruppo, ricantati per l'occasione del quarantennale dei Blondie, e il CD con i pezzi inediti. Un tour li porta sia in Europa sia in America per tutto l'anno, vengono insigniti del premio Godlike Genius award da parte del NME. Il 5 maggio 2017 è stato pubblicato l'undicesimo album in studio dal titolo Pollinator.

## Formazione

### Formazione attuale
- Debbie Harry - voce (1975–1982, 1997–oggi)
- Chris Stein - chitarra, basso (1975–1982, 1997–oggi)
- Leigh Foxx - basso (2004–oggi; turnista: 1997-2004)
- Clem Burke - batteria, percussioni, cori (1975–1982, 1997–oggi)
- Matt Katz-Bohen – tastiera, pianoforte, organo (2008–oggi)
- Tommy Kessler – chitarra ritmica (2010–oggi)

### Ex componenti
- Fred Smith - basso (1975)
- Billy O'Connor - batteria (1975)
- Tish Bellomo - cori (1975)
- Eileen Bellomo - cori (1975)
- Jimmy Destri – tastiera, piano, sintetizzatore, organo, cori (1975–1982, 1997–2003)
- Gary Valentine – basso, chitarra ritmica (1975–1977, 1997)
- Frank Infante – chitarra, basso, coro (1978–1982)
- Nigel Harrison – basso (1978–1982)
- Paul Carbonara – chitarra ritmica (2004–2010; turnista: 1997-2004)
- Kevin Patrick (alias Kevin Topping) – tastiera, piano (2003–2007)
- Jimmy Bones - chitarra (2003)

## Discografia
- 1976 – Blondie
- 1978 – Plastic Letters
- 1978 – Parallel Lines
- 1979 – Eat to the Beat
- 1980 – Autoamerican
- 1982 – The Hunter
- 1999 – No Exit
- 2003 – The Curse of Blondie
- 2011 – Panic of Girls
- 2014 – Ghosts of Download
- 2017 – Pollinator